# Wasilij Fiodorow
Wasilij Fiodorow, lit. Vasilij Fiodorov, ros. Василий Федоров (ur. 12 stycznia 1960 w Wilnie) – litewski polityk rosyjskiego pochodzenia, inżynier, kierowca i samorządowiec, poseł na Sejm Republiki Litewskiej (2000–2004).

## Życiorys
W 1992 ukończył Wileński Uniwersytet Techniczny ze specjalnością inżyniera-mechanika.
W 1978 został zatrudniony jako kierowca w wileńskim kombinacie transportowym, w którym z krótkimi przerwami pracował do połowy lat 90. Na początku transformacji ustrojowej objął funkcje kierownicze w tejże spółce, kolejno jako zastępca dyrektora technicznego, dyrektor ds. zaopatrzenia oraz dyrektor handlowy. W latach 1995–1996 pełnił funkcję dyrektora spółki przekształconej w firmę "Ermedos prekyba".
W wyborach samorządowych w 2000 wybrano go w skład rady miejskiej Wilna. W tym samym roku uzyskał mandat posła na Sejm z ramienia Nowego Związku – Socjalliberałów w okręgu Nowa Wilejka, który sprawował do 2004. W grudniu 2002 odnowił mandat radnego, którego jednak nie objął. W 2004 bez powodzenia kandydował do parlamentu z listy Akcji Wyborczej Polaków na Litwie.
W wyborach w 2008 próbował powrócić do Sejmu jako kandydat Litewskiego Ludowego Związku Chłopskiego w okręgu Nowa Wilejka, w I turze uzyskał wówczas 3,34% głosów.
Od 2004 obejmował kierownicze stanowiska w spółkach prawa handlowego, w 2007 został dyrektorem w UAB Lostiras.